# UltraISO
UltraISO est un logiciel pour Microsoft Windows qui permet de créer, modifier, graver, convertir et monter sur lecteur virtuel des fichiers images (ISO et autres formats) qui sont utilisés pour la gravure de CD et de DVD.
Depuis la sortie de sa première version le 20 avril 2002, son auteur, EZB systems, a maintenu le logiciel en tant que partagiciel. La dernière version (9.5.3.2901) est sortie le 23 août 2012.
La version estampillée 9.7.1.3519 date du 24 janvier 2018. Elle fonctionne sur les versions de Windows suivantes : Windows 10/8.1/8/7/Vista, Windows Server 2012/2008/2003, Windows XP/2000, ME, 98SE, 98, or Windows NT4.0 SP6a+

## Fonctionnalités (liste non exhaustive)
- Dupliquer des CD et DVD dans un fichier ISO.
- Créer des fichiers ISO à partir de fichiers qui se trouvent sur un disque dur ou sur un CD/DVD.
- Modifier des fichiers ISO en leurs ajoutant ou supprimant des fichiers ou répertoires.
- Créer des CD/DVD amorçables et des images de disquettes.
- Convertir les fichiers au format .bin, .img, .cif, .nrg, .bwi et d'autres moins connus vers le format normalisé ISO.
- Support de tous les niveaux ISO 9660 et de l'extension Joliet.
- Optimiser les structures des fichiers de l'image ISO pour économiser de l'espace sur le disque.
- Possibilité de monter des fichiers ISO/ISZ et autres formats sur un lecteur virtuel.
- Créer des somme de contrôle pour la vérification des données des fichiers ISO.
- Possibilité de choisir la langue.
- Support du format compressé .ISZ (Iso Zip) un nouveau format inventé par UltraIso.